# Sex List - Omicidio a tre
Sex List - Omicidio a tre (Deception) è un film thriller erotico statunitense del 2008 diretto da  Marcel Langenegger e scritto da Mark Bomback. Ha come protagonisti Hugh Jackman, Ewan McGregor e Michelle Williams. Il film è uscito il 25 aprile 2008 negli Stati Uniti e il 29 agosto dello stesso anno in quelle italiane.

## Trama
Jonathan McQuarry lavora come contabile per una grande azienda di New York, dove conduce una vita solitaria che lo porta a considerarsi un fallito. Un giorno incontra l'affascinante Wyatt Bose, un avvocato molto sicuro di sé, e, nonostante le loro differenze caratteriali e sociali, i due stringono amicizia. Jonathan si trova così all'improvviso in un nuovo mondo fatto di lusso e soprattutto incontri esclusivi, dovuti all'ingresso in un sexy club riservatissimo chiamato The List.
In quel vortice di sesso e disinibizione, Jonathan conosce una ragazza di cui rimane folgorato. In totale contraddizione con le rigide regole del sexy club i due si incontrano senza finire a letto e lui le rivela la sua identità mentre di lei si sa solo l'iniziale del nome, la S. Al loro secondo appuntamento, in un hotel di Chinatown, la ragazza sparisce misteriosamente, gettando Jonathan in un incubo, oltre che ad esporlo ai sospetti della polizia che non sa come valutare la sua vaga denuncia.
Messosi in cerca di Wyatt scopre che questi è un truffatore che lo ha raggirato. Ha sequestrato S e ora minaccia di farle del male se Jonathan non seguirà le sue istruzioni che prevedono una sottrazione di denaro verso un cliente cui il contabile dovrà fare una consulenza. Jonathan fa delle indagini personali e scopre che il vero nome del finto amico è Jamie Getz ma per quanto lo sfidi non può sottrarsi alle sue minacce e quindi storna 20 milioni di dollari dai fondi neri della società per la quale sta facendo una consulenza, su una banca di Madrid. Dopo il furto, Jamie fa esplodere l'appartamento di Jonathan all'accensione dell'interruttore della luce, credendo di aver ucciso il contabile e di aver cancellato tutte le tracce.
Recatosi a Madrid, sotto la falsa identità di Jonathan, scopre che nell'operazione, correttamente effettuata, è stata però aggiunta la condizione di una seconda firma per il ritiro del denaro. Si presenta così Jonathan, nei panni di Wyatt Bose che, avendo evitando l'attentato al suo appartamento, ora può incassare metà della somma sottratta.
Usciti dalla banca con il denaro, Jonathan è disposto a cedere metà della sua parte per sapere qualcosa di S. Jamie gli dice che in effetti, nonostante fosse stata parte della truffa, anche lei si era innamorata di lui. Con una scusa, Jamie lo conduce in un posto appartato e quando sta per sparargli è preceduto proprio da S che lo uccide. Jonathan lascia il denaro e rincorre S che, però, va via, credendo di non poter essere mai perdonata nonostante gli abbia appena salvato la vita.
Jonathan resta a Madrid e continua a cercarla per strada finché non la scorge. Da lontano lei gli sorride e lui si incammina per raggiungerla.